# Travna (wyspa)
Travna  – chorwacka wysepka znajdująca się 10 km zachód od miasta Hvar i 150 m na północny zachód od wyspy Veli Vodnjak. Jej obwód wynosi 0,33 km, długość około 140 m, a szerokość do 80 m. Wyspa należy do archipelagu Paklińskiego.